# Мануйлов Євген Миколайович
Євген Миколайович Мануйлов (23 лютого 1946, село Майорщина, Полтавська область — 23 червня 2023) — радянський і український вчений-філософ. Начальник кафедри філософії Харківського військового університету та професор Національного юридичного університету імені Ярослава Мудрого.

## Життєпис
Євген Мануйлов народився 23 лютого 1946 року в селі Майорщина Пирятинського району Полтавської області. Вищу освіту здобував у Казанському вищому танковому командному училищі та на педагогічному факультеті Московської Військово-політичної академії, який закінчив у 1978 році. Працював викладачем у Харківському військовому університеті, протягом 1993–2001 років обіймав посаду начальника кафедри філософії. У 2002 році почав працювати у Національному юридичному університеті імені Ярослава Мудрого, де майже 20 років перебував професором кафедри філософії.
Автор навчальних посібників «Всестороннее воспитание курсантов высших военных учебных заведений» (1990) та «Актуальные проблемы всестороннего воспитания курсантов высших военных учебных заведений» (1992), у співавторстві підготував підручники «Естетика» (1996), «Етика», «Філософія», «Соціальна філософія» (усі – 2001), «Історія філософії» (2003), «Філософія (філософія, релігієзнавство, логіка, етика, естетика)» (2011; усі – Харків).